# Policordia
Policordia är ett släkte av musslor. Policordia ingår i familjen Verticordiidae.
Kladogram enligt Catalogue of Life:
| Policordia | \| \| Policordia alaskana \| \| \| \| \| \| Policordia densicostata \| \| \| \| \| \| Policordia gemma \| \| \| \| \| \| Policordia insculpta \| \| \| \| \| \| Policordia jeffreysi \| \| \| \| |
|            | \| \| Policordia alaskana \| \| \| \| \| \| Policordia densicostata \| \| \| \| \| \| Policordia gemma \| \| \| \| \| \| Policordia insculpta \| \| \| \| \| \| Policordia jeffreysi \| \| \| \| |
|            | Euciroa |
|            | |
|            | Halicardia |
|            | |
|            | Haliris |
|            | |
|            | Laevicordia |
|            | |
|            | Lyonsiella |
|            | |
|            | Spinosipella |
|            | |
|            | Trigonulina |
|            | |
|            | Verticordia |
|            | |
|            | Policordia alaskana |
|            | |
|            | Policordia densicostata |
|            | |
|            | Policordia gemma |
|            | |
|            | Policordia insculpta |
|            | |
|            | Policordia jeffreysi |
|            | |

|  | Policordia alaskana     |
|  |                         |
|  | Policordia densicostata |
|  |                         |
|  | Policordia gemma        |
|  |                         |
|  | Policordia insculpta    |
|  |                         |
|  | Policordia jeffreysi    |
|  |                         |